# Gardarem lo Larzac (film)
Pour plus de détails, voir Fiche technique et Distribution.
Gardarem lo Larzac est un film documentaire français réalisé par Philippe Haudiquet, Dominique Bloch et Isabelle Lévy, sorti en 1974.

## Synopsis
En 1971, la décision d’agrandir le camp militaire du Larzac est annoncée dans les médias, sa superficie va plus que quintupler. À cause de cela, de nombreux paysans vont être expulsés de chez eux. Trois ans après l'annonce de l'extension du camp, des paysans sont toujours mobilisés pour empêcher le projet.

## Fiche technique
- Titre : Gardarem lo Larzac
- Réalisation : Philippe Haudiquet, Dominique Bloch et Isabelle Levy
- Photographie : Jean-Claude Boussard
- Son : Alain Lachassagne et Georges Prat
- Montage : Dominique Bloch, Philippe Haudiquet, Isabelle Levy et Caroline Dominique
- Production : Copra Films
- Pays d'origine :  France
- Genre : documentaire
- Durée : 80 minutes
- Date de sortie : France - 15 mai 1974

## Intervenants
- Léon Burguière
- Pierre Burguière
- Jean-Marie Burguière
- Françoise Alla
- Alain Alla
- Elie Jonquet
- Etienne Palloc
- Auguste Guiraud
- Justin Héraud
- Robert Gastal
- Guy Tarlier
- Jean Moron
- Michel Courtin
- Colette Courtin